# مارکوس زوئریوس وان بوکس هورن

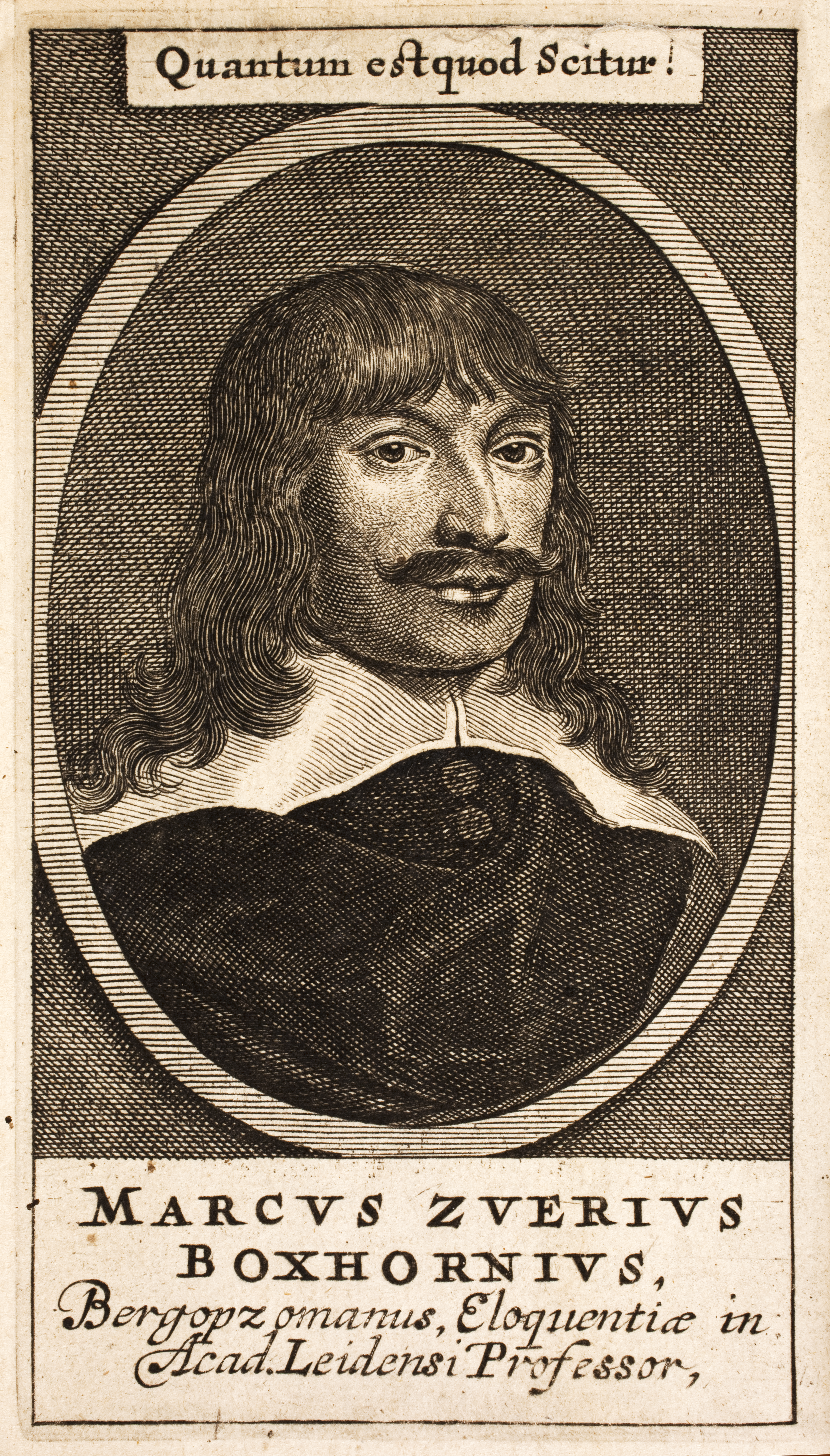

مارکوس زوئریوس وان باکس هورن (۲۶ اوت ۱۶۱۲–۳ اکتبر ۱۶۵۳) دانشمندی هلندی بود. وی در برگن اوپ زوم زاده شد و استاد دانشگاه لیدن بود.
او نخستین دانشمند و استاد دانشگاهی اروپایی بود که همسانی و همبستگی میان واژگان زبان‌هایی که امروزه _به جز در زبان آلمانی که هندوژرمنی خوانده می‌شوند_ بیشتر هندواروپایی نامیده می‌شوند، را دریافت و نام نیای این خانواده زبانی را سکایی گذاشت. او در فرضیه خود هلندی، یونانی، لاتین، فارسی و آلمانی را گنجاند. کمی پس از این او زبانهای اسلاوی، سلتی و بالتی را نیز به این خانواده افزود. باکس هورن زبانهایی همچون عبری را از این گروه نمی‌دانست. وی در شهر لیدن درگذشت. از وی و درباره‌اش کتاب‌های پرشماری به جای مانده‌است.